# (5793) Ringuelet
(5793) Ringuelet – planetoida z pasa głównego asteroid okrążająca Słońce w ciągu 4 lat i 117 dni w średniej odległości 2,65 j.a. Została odkryta 5 października 1975 roku w Obserwatorium Féliksa Aguilara przez zespół El Leoncito Station. Nazwa planetoidy pochodzi od Adeli Ringuelet (ur. 1930) argentyńskiej astronom pracującej w La Plata Observatory, współfundatorki Argentyńskiego Towarzystwa Astronomiczego. Przed nadaniem nazwy planetoida nosiła oznaczenie tymczasowe (5793) 1975 TK6.